# Kicko (województwo zachodniopomorskie)
Kicko – wieś w Polsce, położona w województwie zachodniopomorskim, w powiecie stargardzkim, w gminie Stara Dąbrowa, położona 3 km na południowy zachód od Starej Dąbrowy (siedziby gminy) i 8 km na północny wschód od Stargardu (siedziby powiatu).
W latach 1975–1998 miejscowość administracyjnie należała do województwa szczecińskiego.
We wsi rozwinęta agroturystyka, na zachód od wsi Jezioro Grabowskie z plażą. 

## Zabytki
- kościół pw. Matki Boskiej Częstochowskiej z XV w. z drewnianą, przebudowaną wieżą. W wystroju wnętrza dwa barokowe ołtarze i romańska chrzcielnica;
- domy wąskofrontowe typu pyrzyckiego[4].